# Atur
Atur est une ancienne commune française située dans le département de la Dordogne, en région Nouvelle-Aquitaine. 
Au 1er janvier 2016, elle fusionne avec Boulazac et Saint-Laurent-sur-Manoire et devient commune déléguée de la commune nouvelle de Boulazac Isle Manoire.

## Géographie
La commune déléguée d'Atur est arrosée par le Cerf qui y prend sa source, un kilomètre au sud-est du bourg, en bordure de l'autoroute A89.
Le bourg d'Atur se situe sur la route départementale 2, à cinq kilomètres au sud-est de Périgueux.

### Communes limitrophes

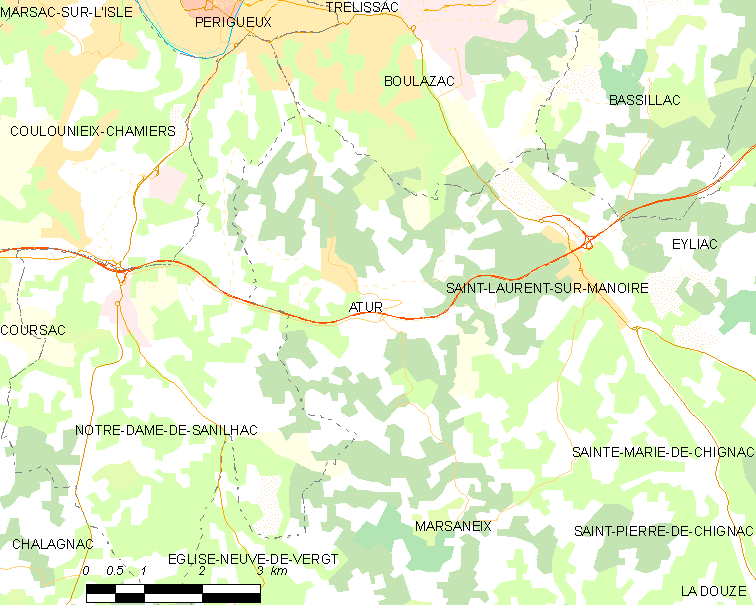
Carte d'Atur et des communes avoisinantes en 2015.

En 2015, année précédant la création de la commune nouvelle de Boulazac Isle Manoire, Atur était limitrophe de quatre autres communes.
|                        | Boulazac  |                           |
| Notre-Dame-de-Sanilhac | Atur      | Saint-Laurent-sur-Manoire |
|                        | Marsaneix |                           |

## Urbanisme

### Risques naturels
Un plan de prévention des risques naturels (PPRN) a été approuvé en 2005 pour Atur, dont la majeure partie du territoire est exposée aux risques de retrait-gonflement des sols argileux et de tassements différentiels,.

### Villages, hameaux et lieux-dits
Outre le bourg d'Atur proprement dit, le territoire communal se composait d'autres villages ou hameaux, ainsi que de lieux-dits :
- les Anges
- Bagnac
- Bardot
- la Borde
- la Borie
- Bourassou
- la Brande
- les Brujoux
- les Cantinières
- Caussade
- les Chabannes
- les Chaputs
- Château du Breuilh
- Château de Lafaye
- la Chiézas
- Civadou
- Clos de Combe
- le Cros
- Dague
- Farode
- Fayardie
- la Fourtie
- Gamarde
- Grand Chabanier
- le Grand Dague
- la Grange
- Gravier
- Héliodore
- Lafaye
- Lagarde
- Lamy
- Lardidie
- la Lébrèterie
- Leypanladerie
- Masseroux
- Mazardie
- la Meynardie
- Moreau
- la Mothe
- les Moulins à Vent
- Mourèque
- Mourlant
- les Paillers
- Palem
- Pavillon
- Petit Breuilh
- Petit Chabanier
- les Petites Pierres
- Piarrot
- le Pic
- Pommier
- Puycorbeau
- aux Quatre Routes
- Raclet
- Raubaly
- Rivailloux
- Teillet
- Val d'Atur
- Vessat.

## Toponymie
Le nom de la localité est attesté sous les formes Astureu au XIIIe siècle, Asturio en 1382, Astuers en 1399, Astur en 1760. Sur la carte de Cassini représentant la France entre 1756 et 1789 le village est identifié sous le nom d'Aturs.
Le nom d'Atur se réfère à un personnage d'origine gallo-romane : Asturius.
En occitan, la commune porte le nom d'Astur.

## Histoire

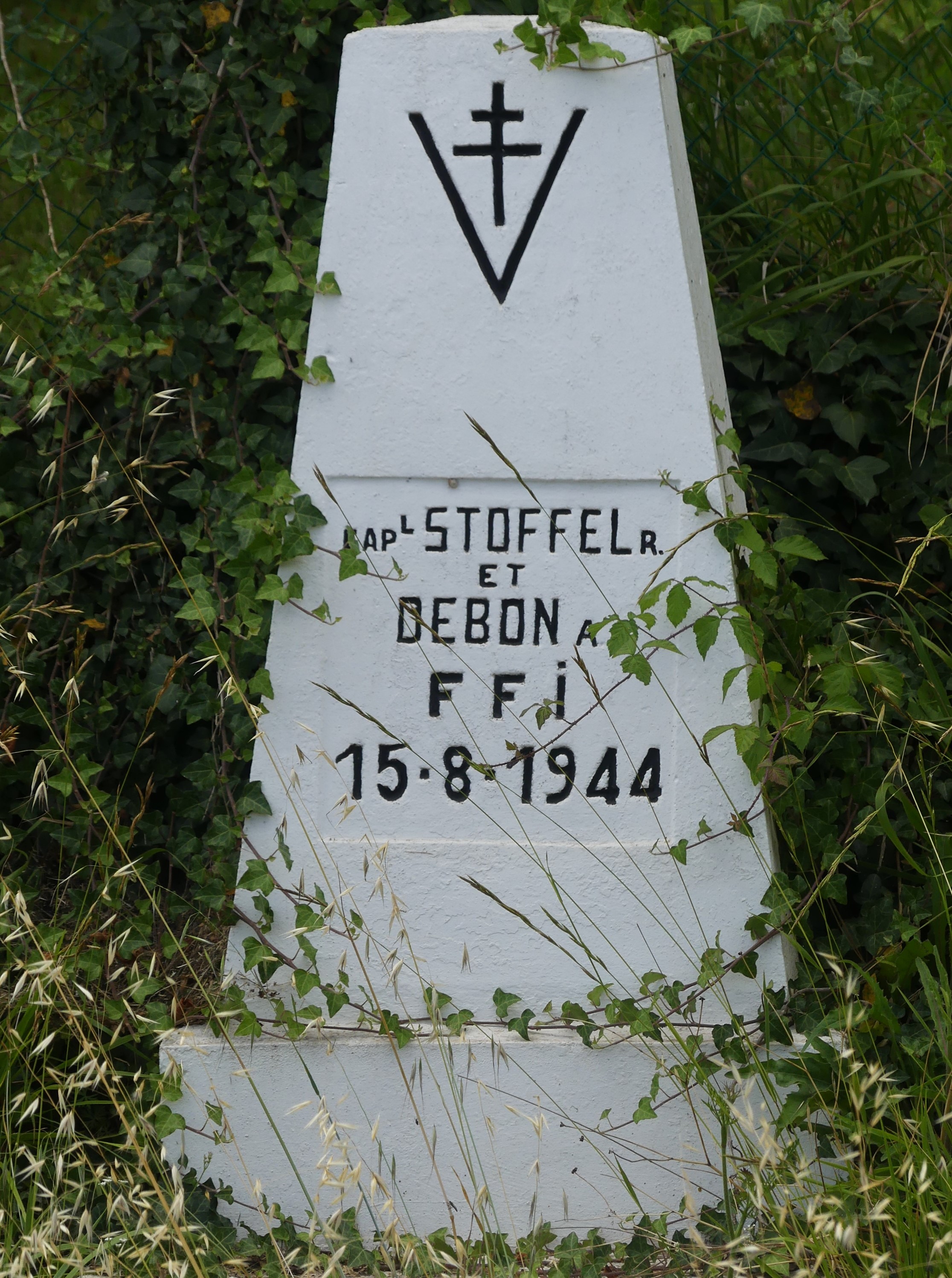
Stèle à la mémoire de deux résistants FFI morts le 15 août 1944 au lieu dit Petit Chabanier.

Atur présente des traces de sites du Néolithique et du Chalcolithique.
Le site gaulois de la mare de Bagnac est un site fortifié fondé par les Pétrocores, composé d'une motte entourée d'un profond fossé circulaire. Lors des fouilles de 1963 et 1964 sont mis au jour des bols, des amphores de vin campanien, des pièces d'or et des os d'animaux, datés entre 120 et 80 av. J.-C.
Une voie romaine passait par Atur, et Bagnac. On y trouvait des villas gallo-romaines comme Asturius, d'origine gréco-romaine, qui a donné son nom à la commune.
Atur est cité dans des textes entre 1295 et 1399.
Au Moyen Âge, Atur, dont les collines servent de point de surveillance au sud de Périgueux, relève de la juridiction consulaire.
Le comte de Périgord et le chapitre de Saint-Front signent un paréage, d'où de nombreux procès, dont celui de 1317. Un nouveau paréage est signé en 1329 car le comte était accusé d'avoir fait dresser des fourches patibulaires à Atur, et d'y avoir fait pendre plusieurs hommes.
Aux XIVe et XVIe siècles, un vignoble était présent à Atur, et l'on a fait venir des travailleurs espagnols pour s'occuper de la vigne.
En 1340, les Anglais assiègent la ville de Périgueux. Atur est astreint de tailles à cause ravage de guerre sur la paroisse.
Le château du Breuilh, fief des Bonneguise, puis des La Roche-Aymon, est construit au XIVe siècle et restauré au XVIe siècle.
En 1566, les protestants qui se dirigent vers Périgueux pour envahir la ville sont arrêtés à Atur.
Le 15 mai 1594, les croquants sont près de 15 000 sur Atur. Cette troupe plus bruyante que dangereuse se dirige ensuite sur Périgueux puis sur Grignols.
En 1636, une troupe de gens d'armes du comte de Montignac campe à Atur.
En 1694, la population d'Atur compte 200 feux (environ 954 habitants).
En 1732, la municipalité intente une action contre le curé d'Atur au sujet de la présentation du pain bénit dans son église. L'affaire est close en 1735.
Le 14 août 1944, lors d'un accrochage avec des Allemands, six résistants sont tués à Atur dans les combats.

## Politique et administration

### Intercommunalité
De 1994 à 2006, la commune a été le siège de la communauté de communes Atur-Marsaneix-Saint-Pierre-de-Chignac puis de la communauté de communes Atur-Saint-Pierre-de-Chignac. Elle a rejoint en 2006 la communauté de communes Isle Manoire en Périgord dissoute le 31 décembre 2013, et intégré Le Grand Périgueux le 1er janvier 2014. Le 1er janvier 2016, Atur fusionne avec Boulazac et Saint-Laurent-sur-Manoire pour former la commune nouvelle de Boulazac Isle Manoire dont la création a été entérinée par l'arrêté du 14 décembre 2015, entraînant la transformation des trois anciennes communes en communes déléguées.

### Administration municipale
La population de la commune étant comprise entre 1 500 et 2 499 habitants au recensement de 2011, dix-neuf conseillers municipaux ont été élus en 2014,. Ceux-ci sont membres d'office du  conseil municipal de la commune nouvelle de Boulazac Isle Manoire, jusqu'au renouvellement des conseils municipaux français de 2020.

### Liste des maires

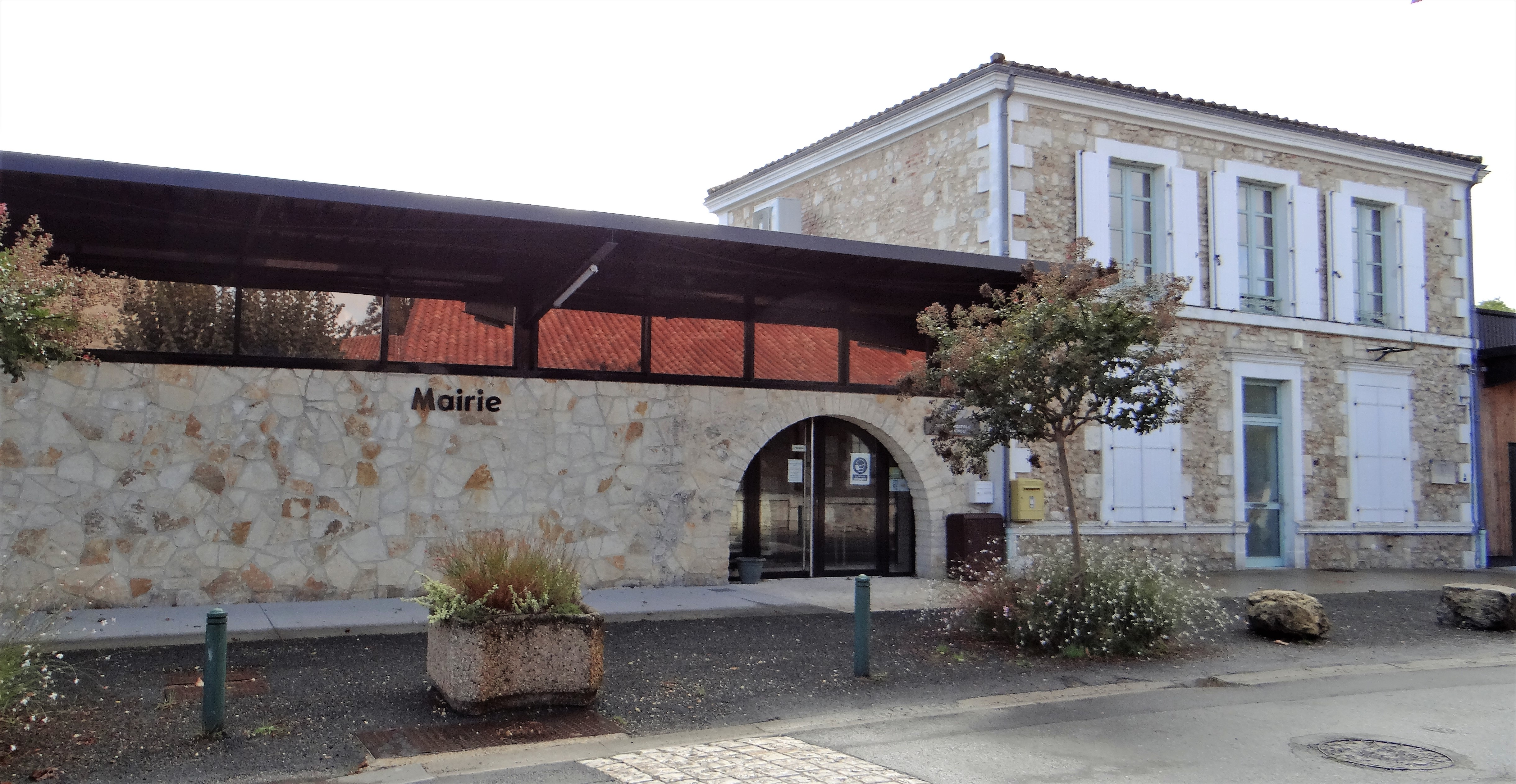
Mairie

| Période                                  | Période                               | Identité                        | Étiquette | Qualité                                                   |
| ---------------------------------------- | ------------------------------------- | ------------------------------- | --------- | --------------------------------------------------------- |
| Les données manquantes sont à compléter. |                                       |                                 |           |                                                           |
| (1839 ou avant)                          | 1852                                  | Michel Amédée Dustou de Cazaril | -         | Propriétaire                                              |
| juillet 1852                             | 1870                                  | Jean Lacoste                    | -         | -                                                         |
| 1870                                     | ?                                     | Jean Baptiste Deschamps         | -         | -                                                         |
| septembre 1877                           | 1888                                  | Jean Eyssalet                   | -         | -                                                         |
| mai 1888                                 | (entre 1918 et 1920)                  | Léon Deschamps                  | -         | -                                                         |
| (entre 1918 et 1920)                     | (entre novembre 1922 et juillet 1923) | Sicaire Linard                  | -         | Négociant                                                 |
| août 1923                                | novembre 1933                         | Henri Chaumard                  | -         | Cultivateur                                               |
| novembre 1933                            | janvier 1934                          | Antoine Raymond                 | -         | Cultivateur Adjoint, maire par intérim                    |
| janvier 1934                             | octobre 1947                          | Émile Beaussoubre               | -         | Retraité de la gendarmerie                                |
| octobre 1947                             | mai 1953                              | Louis Roger Marty               | -         | -                                                         |
| mai 1953                                 | 1971                                  | Joseph Juvénal                  | -         | -                                                         |
| 1971                                     | 1983                                  | Jacques Roucard                 | -         | -                                                         |
| 1983                                     | décembre 2015                         | Alain Cournil                   | PS        | Directeur général de la MSA de Dordogne et Lot-et-Garonne |

| Période                          | Période  | Identité      | Étiquette | Qualité                                                   |
| -------------------------------- | -------- | ------------- | --------- | --------------------------------------------------------- |
| janvier 2016 (réélu en mai 2020) | En cours | Alain Cournil | PS        | Directeur général de la MSA de Dordogne et Lot-et-Garonne |

### Jumelages

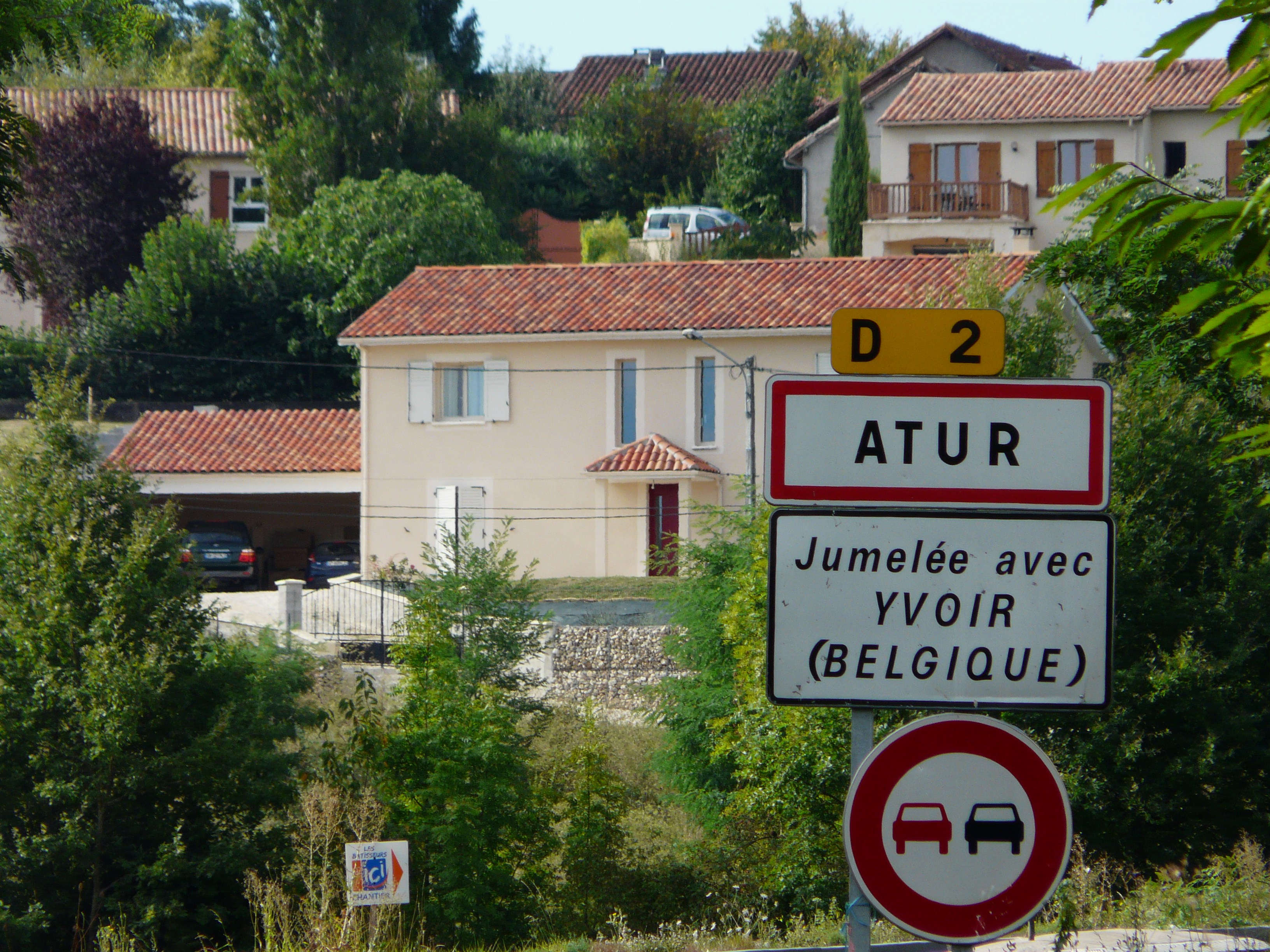
Panneau de jumelage d'Atur.

- Yvoir (Belgique) depuis 1990

## Population et société

### Démographie
Les habitants d'Atur se nomment les Aturiens.
En 2015, dernière année en tant que commune indépendante, Atur comptait 1 926 habitants. À partir du XXIe siècle, les recensements des communes de moins de 10 000 habitants ont lieu tous les cinq ans (2007, 2012 pour Atur). Depuis 2006, les autres dates correspondent à des estimations légales.
Au 1er janvier 2022, la commune déléguée d'Atur compte 1 918 habitants.
| 1793 | 1800 | 1806 | 1821 | 1831 | 1836 | 1841 | 1846 | 1851 |
| ---- | ---- | ---- | ---- | ---- | ---- | ---- | ---- | ---- |
| 770  | 774  | 790  | 777  | 832  | 772  | 750  | 812  | 840  |

| 1856 | 1861 | 1866 | 1872 | 1876 | 1881 | 1886 | 1891 | 1896 |
| ---- | ---- | ---- | ---- | ---- | ---- | ---- | ---- | ---- |
| 791  | 807  | 802  | 774  | 777  | 820  | 767  | 740  | 734  |

| 1901 | 1906 | 1911 | 1921 | 1926 | 1931 | 1936 | 1946 | 1954 |
| ---- | ---- | ---- | ---- | ---- | ---- | ---- | ---- | ---- |
| 710  | 701  | 684  | 570  | 571  | 546  | 555  | 567  | 516  |

| 1962 | 1968 | 1975 | 1982  | 1990  | 1999  | 2007  | 2012  | 2015  |
| ---- | ---- | ---- | ----- | ----- | ----- | ----- | ----- | ----- |
| 517  | 560  | 836  | 1 082 | 1 248 | 1 491 | 1 693 | 1 874 | 1 926 |

### Enseignement
À la rentrée scolaire 2022, un nouveau groupe scolaire public primaire accueille les élèves de maternelle (trois classes) et d'élémentaire (huit classes).

## Économie
Les données économiques d'Atur sont incluses dans celles de la commune nouvelle de Boulazac Isle Manoire.

## Culture locale et patrimoine

### Lieux et monuments

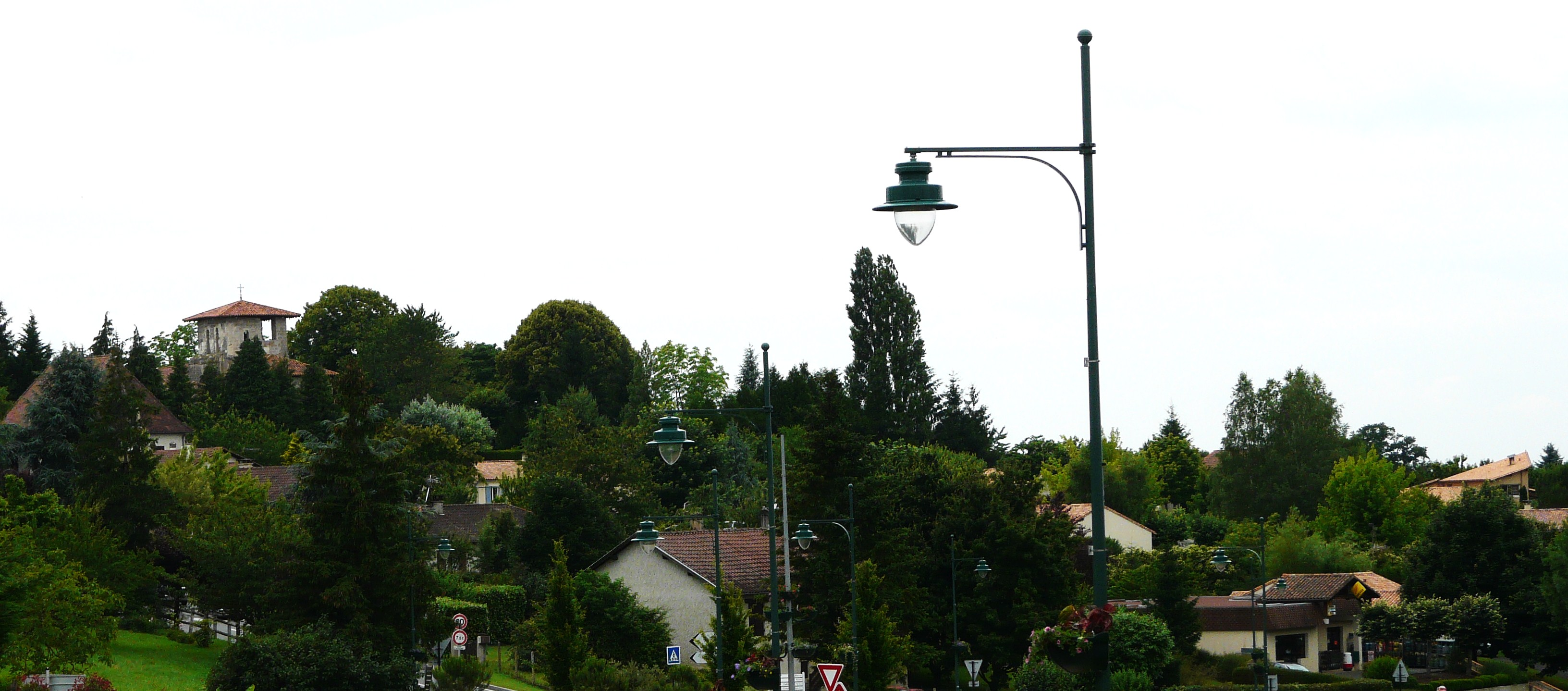
Vue générale du bourg d'Atur.

- L'église Notre-Dame-de-l'Assomption, romane des XIIe et XIIIe siècles, à l'origine fortifiée, son clocher du XIVe siècle, et reconstruction d'une nef gothique avec deux chapelles latérales, une cloche du XVIIe siècle, traces de peintures murales des XIVe et XVe siècles. Inscrite aux monuments historiques le 21 mai 1947.

Des fonts baptismaux, une cuve baptismale à immersion en pierre de taille, décorée en bas-relief de structure, plan octogonal sur pied ancien, iconographie, ornementation en écusson, armoiries martelées à l'exception d'une seule avec un motif en croix tréflée non identifiée du XVe siècle. Date de la protection 27 décembre 1947 par la direction du patrimoine. un meuble de sacristie de style Louis XV en noyer tailler ciré, un chasublier fermé par deux grands battants et flanqué de deux petits battants verticaux, une niche centrale à trois tiroirs superposés à gauche et deux tiroirs superposés à droite, le tout surmonté d'une corniche moulurée chantournée.

Haut de 1,20 m, large de 256, pour 165. Époque du XVIIIe siècle, date de la protection le 29 mars 1968. En 1883, l'abbé Richard, curé d'Atur, fait don à la B. S. H. A. P. de deux vues photographiques, l'une de la lanterne des morts, et l'autre de la cour et la façade du château du Breuilh. En 1894 M. l'abbé Brugière signale le mauvais état de la lanterne des morts, avec ses murs lézardés. En 1902, M. Dujaric-Descombes manifeste un égal intérêt pour le classement de la lanterne des morts d'Atur qu'on pourrait restaurer et même redresser, une somme de 25 francs est accordée pour la restauration.

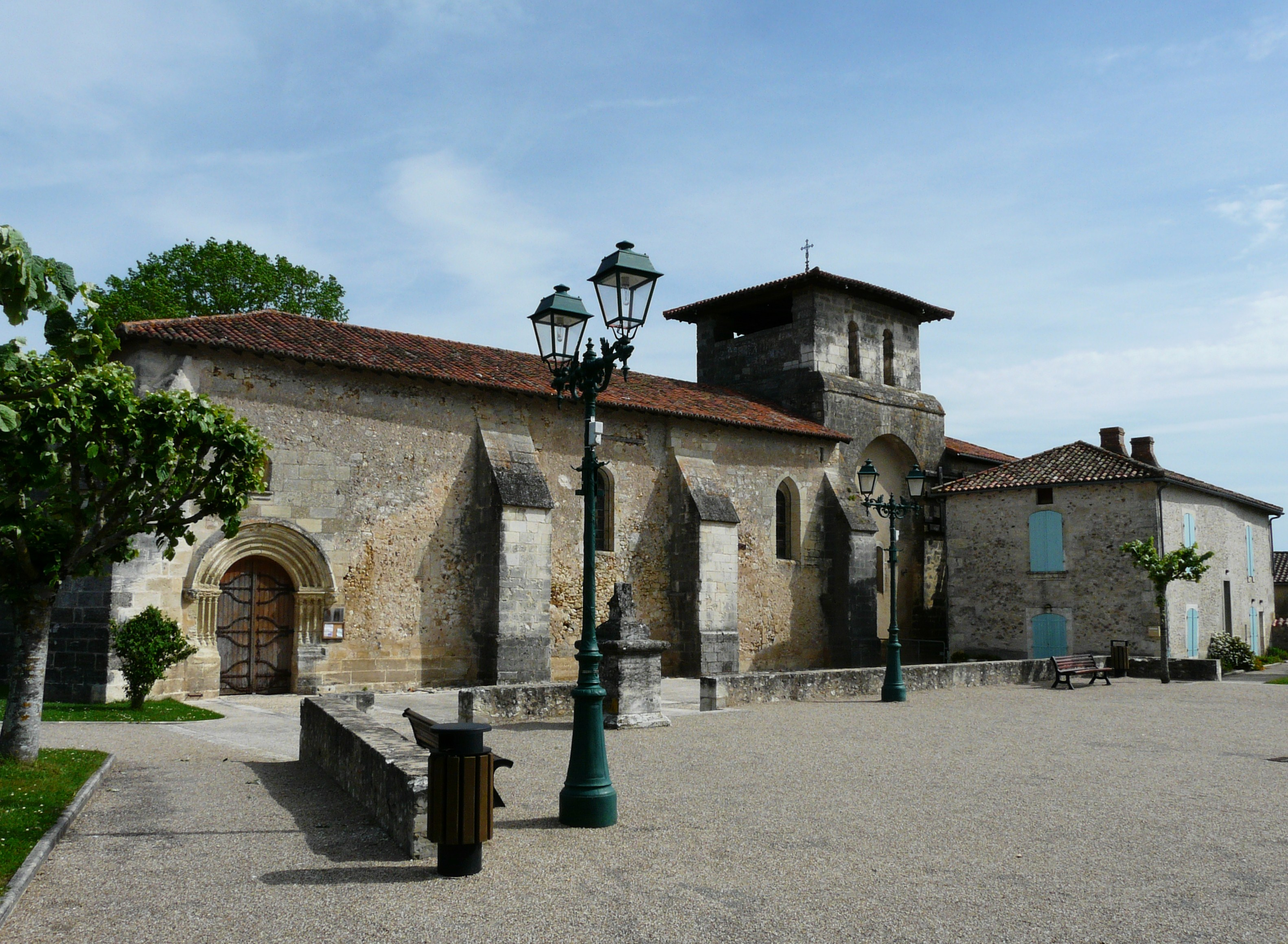
L'église Notre-Dame-de-l'Assomption.
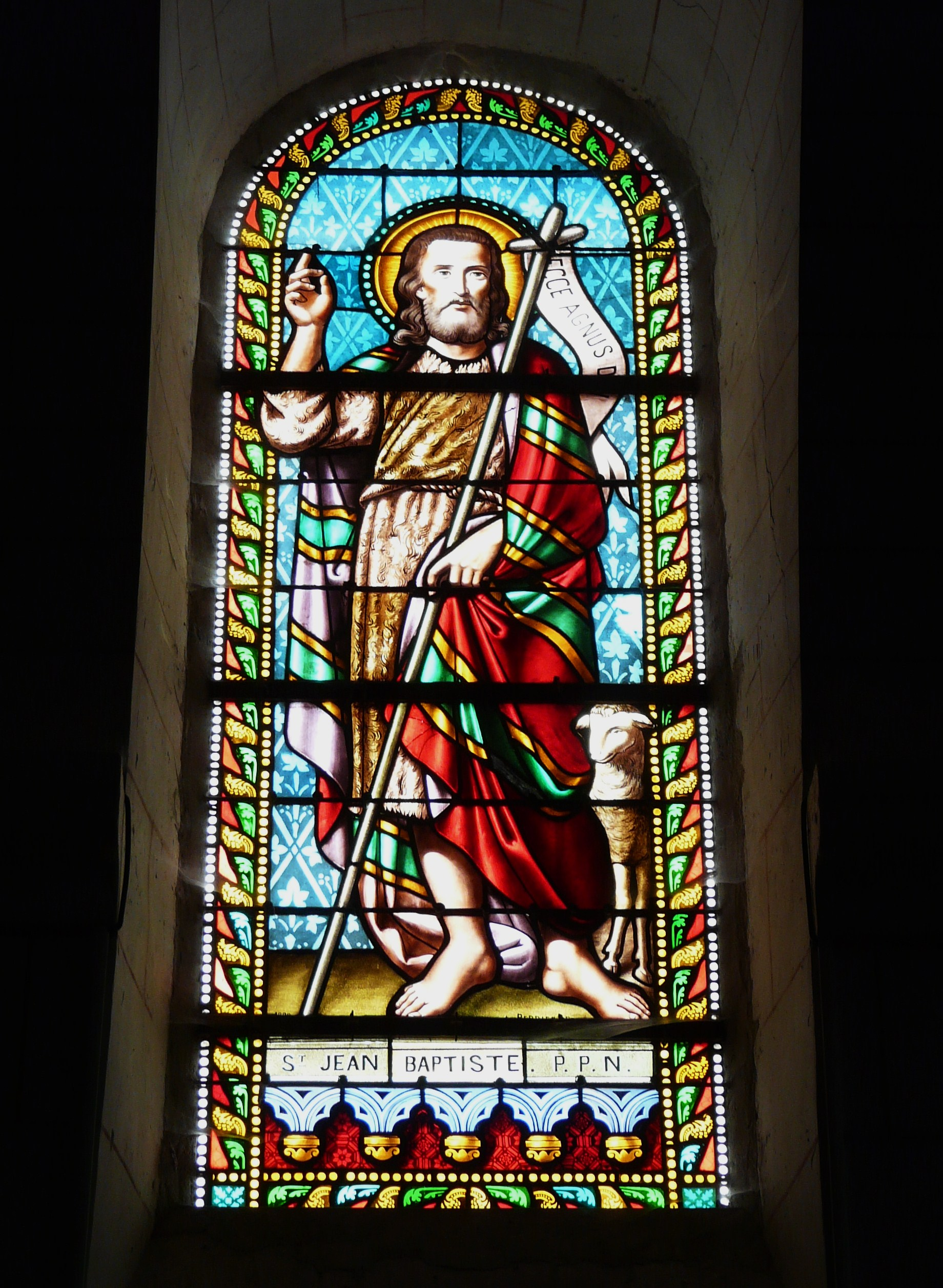
Vitrail de saint Jean Baptiste.
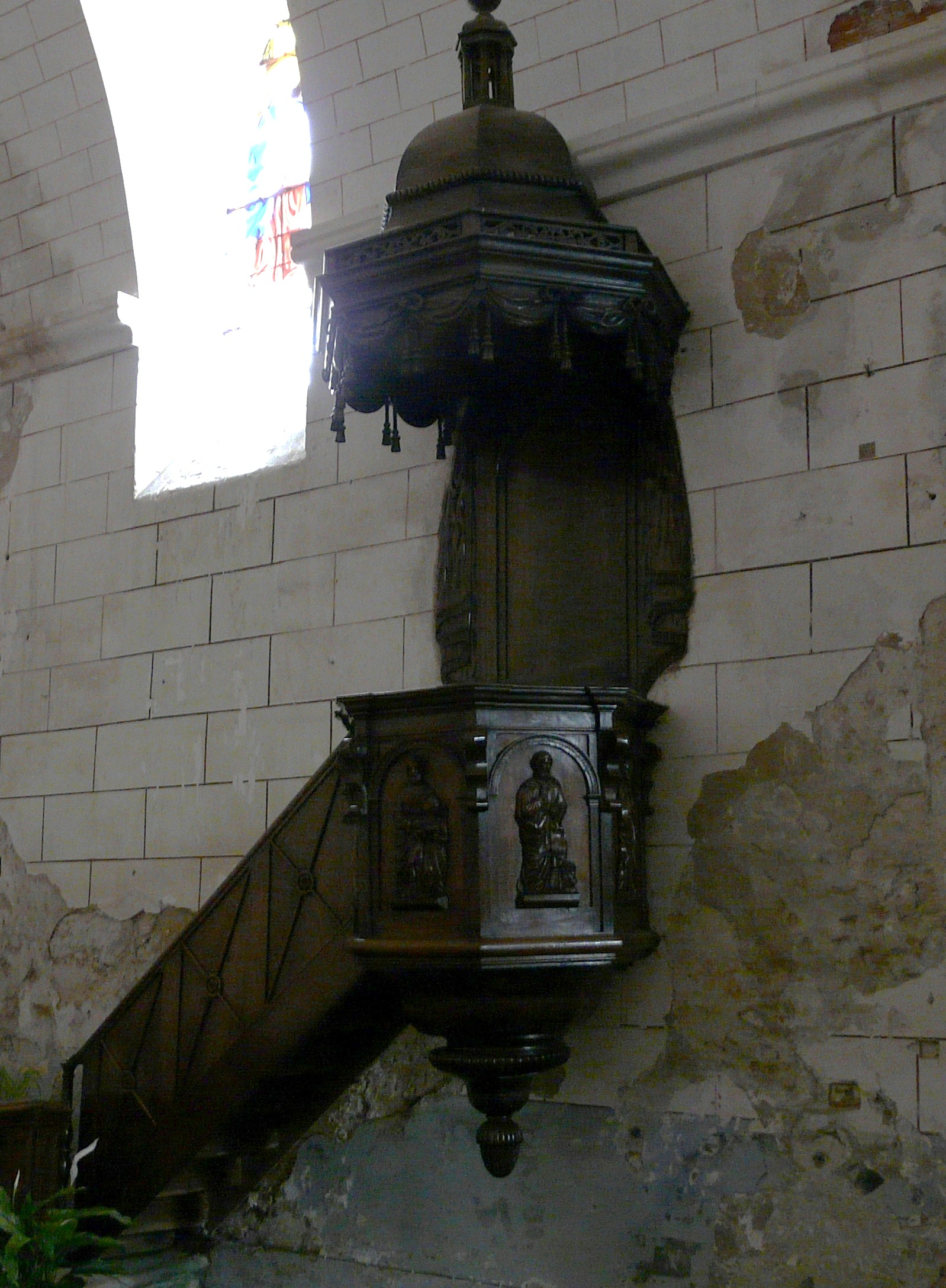
La chaire.
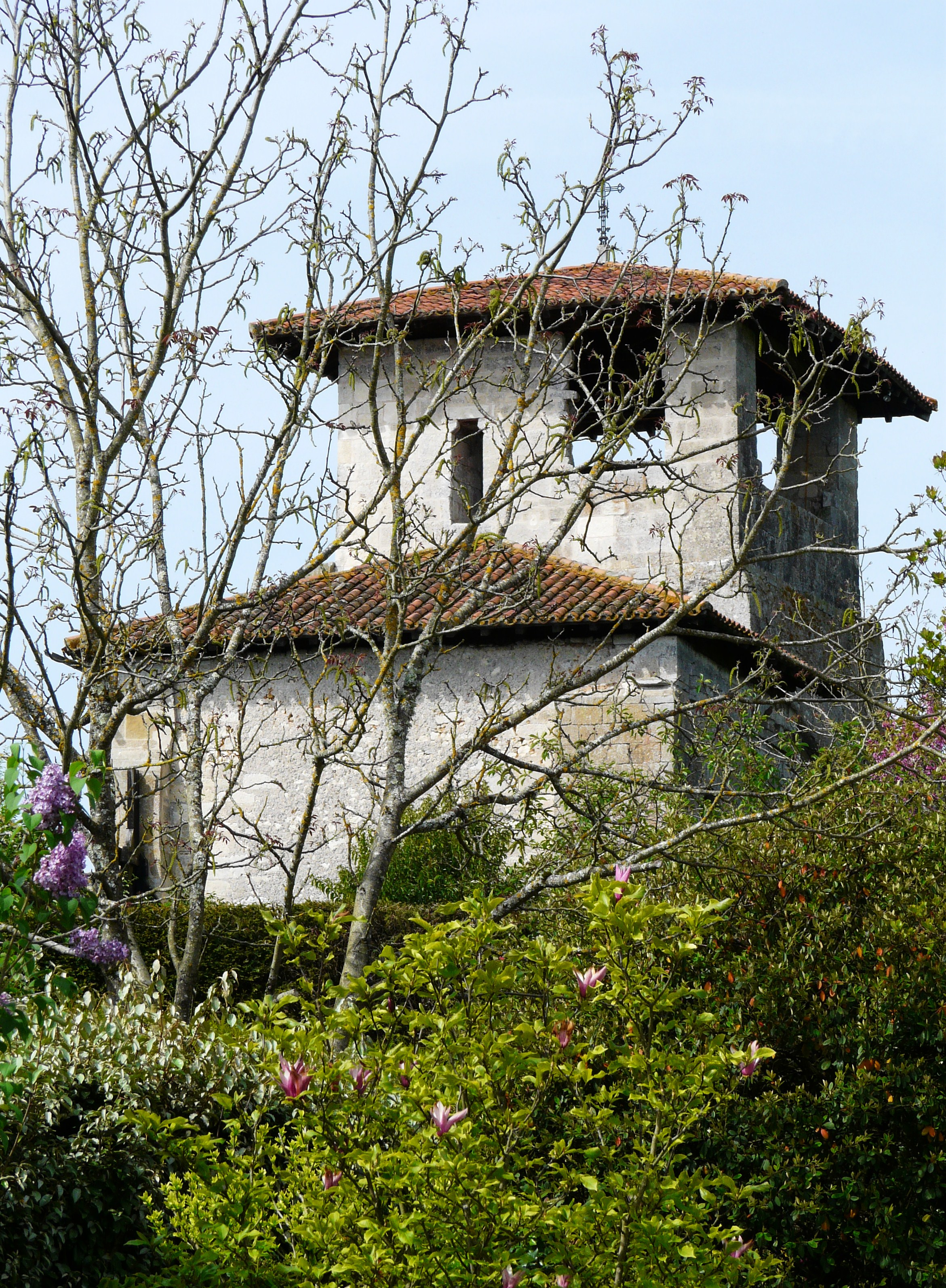
Le chevet de l'église.

- Sur l'emplacement de l'ancien cimetière se trouve une lanterne des morts, datant du XIIe siècle[20],[21] de forme cylindrique, classée monument historique le 21 mai 1932. Il est fait mention de ce singulier ouvrage à la fin du livre d’Eugène Le Roy "Jacquou le croquant". La lanterne des morts au centre de l'ancien cimetière d'Atur, avec une colonne circulaire évidée d'environ 1 m de diamètre sur 5 m d'élévation, entièrement creuse à l'intérieur. Dans sa partie supérieure, cette lanterne est percée de quatre ouvertures séparées les unes des autres par deux colonnettes. Au sommet de cet ensemble en forme de cône, se trouve une croix en fer forgé, qui n'est pas d'origine. En bas une petite porte en bois qui permettait d'accéder au système de levage, a disparu. On peut la voir sur un dessin de 1885, conservé à la B.S.H.A.P. L'ensemble est posé sur un socle de pierre et fermé par une grille en fer forgé du XIXe siècle.
- Le castel de Lafaye, propriété privée, ancienne demeure des Négrier ; ce castel attesté au XIXe siècle est situé au sud d'Atur[22].
- Le château du Breuilh, XVe et XVIIe siècles, propriété privée. Ce château construit à l'origine au XIIe siècle posséda un chemin de ronde ; on peut en apercevoir les corbeaux sur la partie gauche restée la plus ancienne. Au XVIIe siècle, il fut transformé par les la Roche-Aymon et les de Bonneguise. Les murs mesurent 1,40 m à la base et 0,75 m en haut. La porte d'entrée date du XIIIe siècle. À l'intérieur de cette chartreuse, derrière une porte en forme de demi-rond, un escalier de pierre tournant descend vers une fosse appelée les oubliettes. Sur le portail d'entrée s'élevait un clocheton pourvu d'une petite cloche au service du visiteur. Il possédait une chapelle et un cimetière. Lors de la réfection d'un mur d'enceinte, des ossements furent trouvés. Il y avait des servitudes, un puits, des caves, des greniers, avec une superficie en terre très importante qui regroupait les métairies de Caussade, la Lébreterie, la Meynardie, la Fayardie. En 1936, M. Dupérier l'a vendu à M. Marquet qui l'a cédé à M. Devoyer qui l'a rétrocédé le 21 juin 1939 à M. et Mme Ignace et le 3 mars 1980 à M. Joullie[23].
- Le pigeonnier de Mazardie, ancien fief des Bascharetie, ancien repaire noble en 1696. Le 30 avril, un mariage de Sicaire de Bascharetie, écuyer Seigneur de Mazardie de la paroisse d'Astur, et de Marie Dalème de la paroisse de la Cité de Périgueux. Un bâti rural à voir : Palem, Vessat, Dague, Lamy, Raubaly, Lagarde.
- Le castel de Pommier, ancienne demeure des Desmartial.
- Le repaire noble de Barat, ancien fief de la famille Roche au moins de 1471 à 1783 ; ce repaire noble relevant aux XVIIe et XVIIIe siècles de la seigneurie de Périgueux. En 1680, il était composé d'une maison, tour, basses-cours, possédé par M. Joseph Roche, conseiller du roi, magistrat au présent siège de Périgueux en 1674.
- Le château de Beauvigier, ancien fief des Froidefond. Ce château aujourd'hui ruiné également nommé Boisvigier ou Bosvigier dénommé en 1349 "bosc al vigier" affecté dans l'aveu et dénombrement de 1680 au Sr Boutin. En 1771, il appartient au seigneur de Froidefond, célibataire dont l'existence se partageait entre son hôtel de Périgueux, rue du Plantier, et sa maison de campagne à Flageat, près de Sainte-Marie-de-Chignac, et qui vient de mourir, désignant son neveu, Pierre Noël comme héritier universel. Celui-ci, qualifié de bourgeois de Périgueux, devient dans les actes notariés "messire Pierre Noël de Flageat, écuyer, seigneur de Beauvigier. Il ne profite guère de sa nouvelle fortune puisqu'il meurt quelques mois plus tard à l'automne 1772. Sa veuve, Marthe Fargeot, s'efforcera d'assurer un avenir brillant à son fils unique, Élie Joseph de Flageat (1760-1794), au service du roi Louis XVI. Il entre à la première compagnie des mousquetaires gris[24].

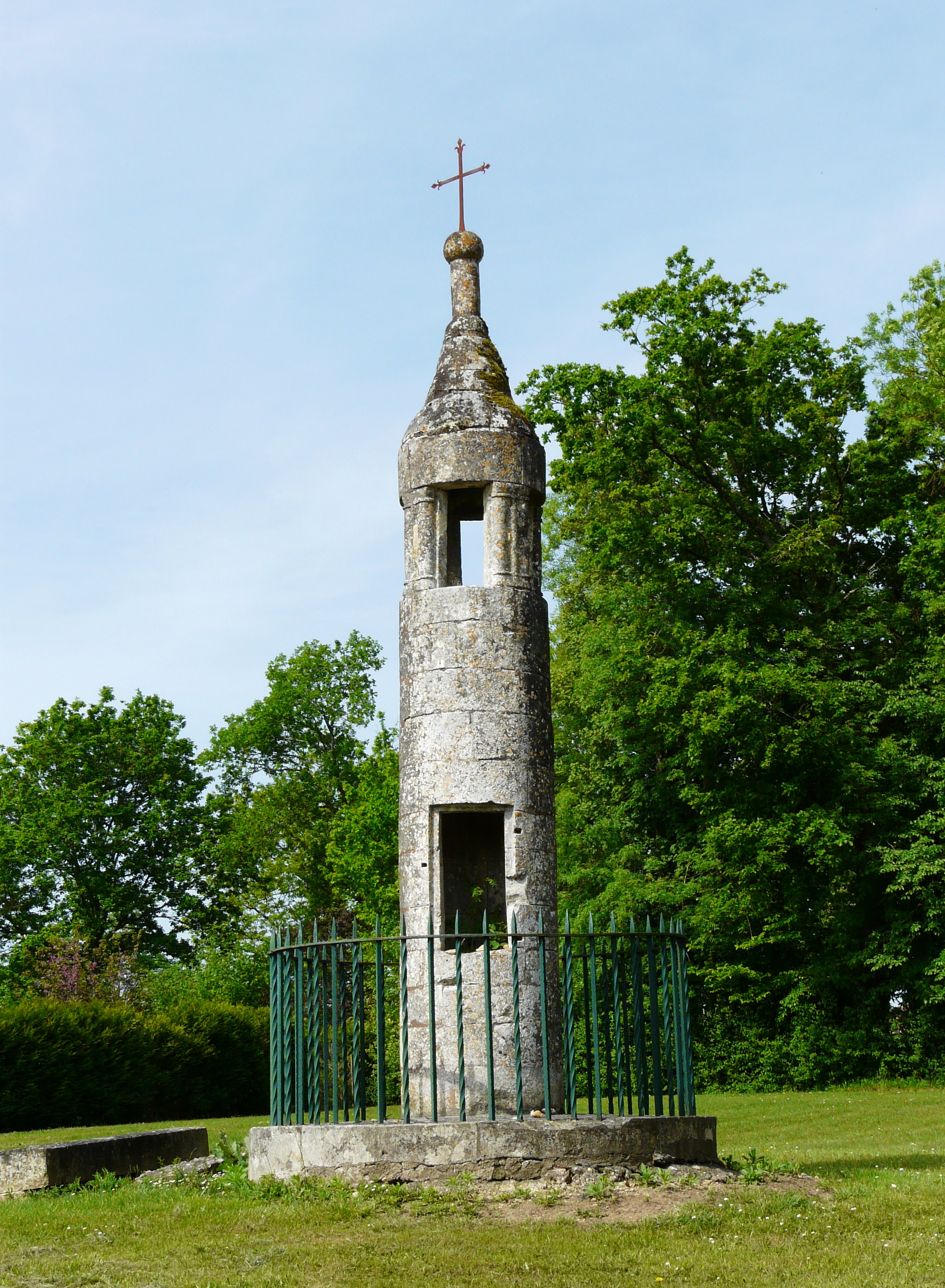
La lanterne des morts.
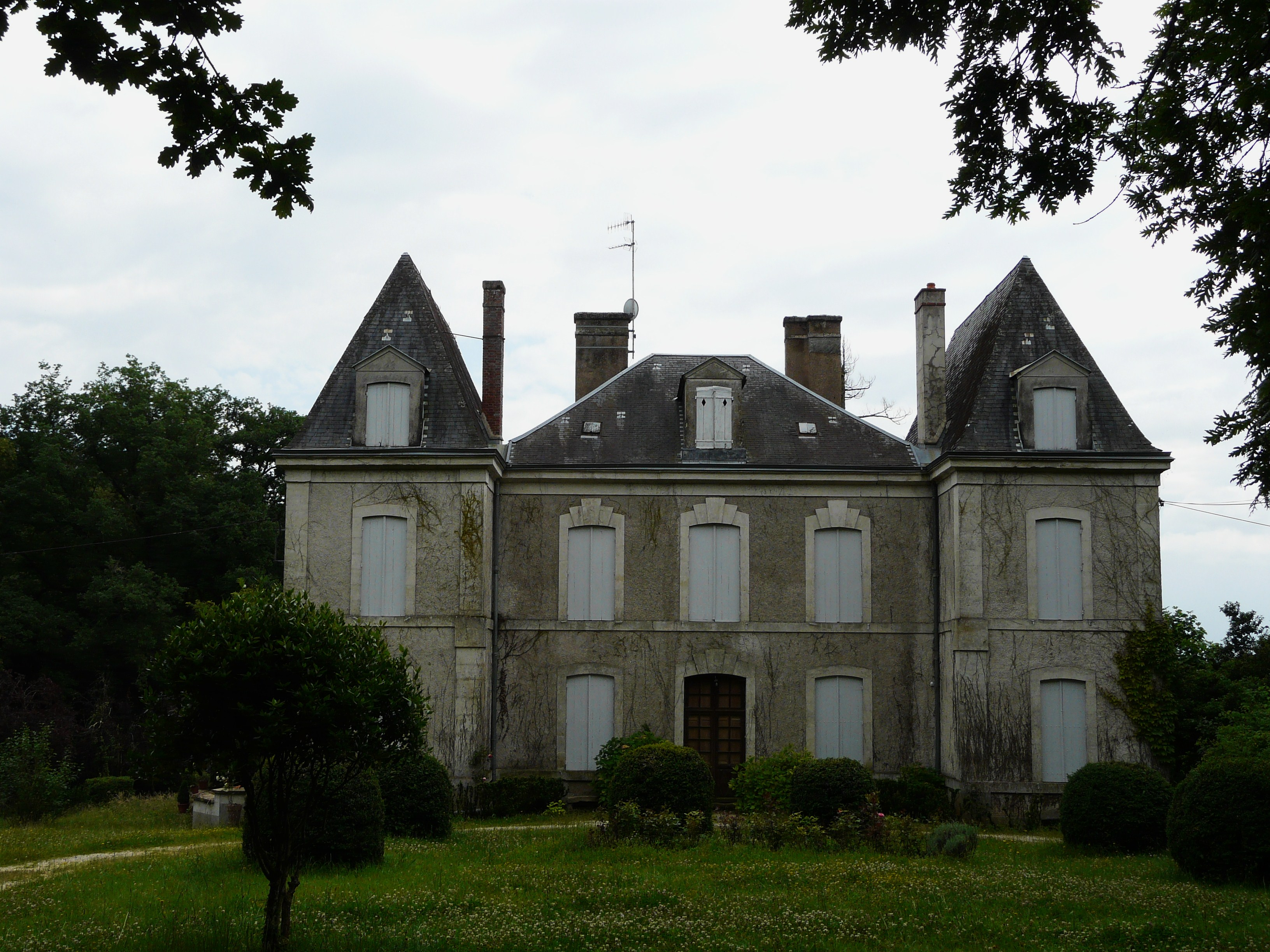
Le castel de Lafaye.
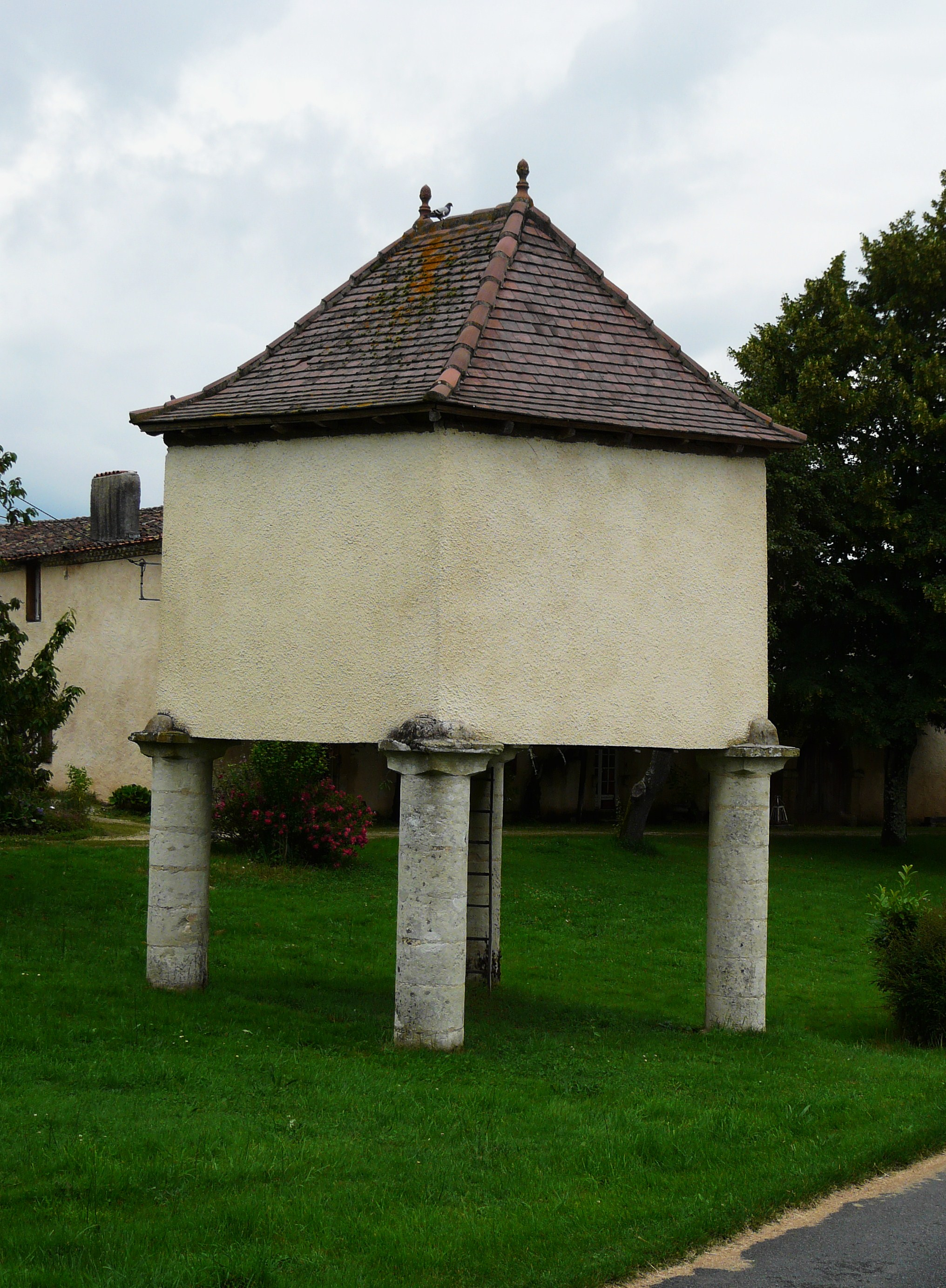
Le pigeonnier de Mazardie.

### Personnalités liées à la commune
- Gaston Guillaumie (1883-1960), né à Atur, écrivain et éminent romaniste. Il est l'auteur d'une contribution à l'étude du glossaire périgourdin et d'une anthologie en neuf volumes de la littérature et du folklore gascons[25].